# Vitória Futebol Clube (Setúbal)
Pour les articles homonymes, voir Vitória.
Ne pas confondre avec le Vitória Sport Clube, club de la ville de Guimarães
Le Vitória Futebol Clube, aussi connu sous le sigle VFC, est un club multi-sport portugais basé à Setúbal, fondé le 20 novembre 1910. 
Le Vitória est le septième club le plus titré du football portugais, le quatrième club avec le plus de finales de Coupe du Portugal (10). De plus, il est le sixième club avec le plus de participations en championnat (72 saisons). 
Le club arbore des maillots vert et blanc et a pour mascotte le "Sadino" un dauphin commun à bec court, espèce fréquemment rencontrée dans le Sado.

## Historique
Origines
Au début du XXᵉ siècle, la Ville de Setúbal découvre un nouveau sport venu d'Angleterre, le Football.
En 1905, des étudiants venus de Casa Pia pour étudier à Setúbal popularisent encore plus le sport et c'est à ce moment que sont fondés les premiers clubs de la ville entre autres : le "Grupo Académio", "União Futebol Avenida", "Ginásio Setubalense", "Bonfim Futebol Clube" et "Sport Clube Académico" et le "Setubalense Sporting Clube". 
Fondation du club et les premières années (1910-1920)
Le 10 novembre 1910, les tensions montent entre les membres du "Bonfim Futebol Clube" (l'un des clubs les plus populaires de la région). Joaquim Venâncio, Henrique Santos et Manuel Gregório abandonnent le club et décident de fonder un nouveau club. Le premier cité incite ses collègues avec la phrase "A Vitória será nossa"  (« La victoire sera nôtre »), qui deviendra la devise du VFC, et c'est ainsi que voit le jour le "Sport Vitória".
La création de ce nouveau club, qui adopte un équipement blanc avec col rouge, intervient au même moment que la dissolution d'autres clubs, ce qui mène de nombreux socios à adhérer au Sport Vitória.
La première assemblée générale du club a lieu le 5 mai 1911 et par la suggestion de Joaquim Correia da Costa (journaliste et écrivain portugais), le club adopte le nom Vitória Futebol Clube. C'est également à cette date qu'est nommé le premier :
- President - Manuel dos Santos Barreira;
- Vice President - Mário Ledo;
- 1º Secretaire - Manuel Reimão;
- 2º Secretaire - António Ledo;
- Trésorier- Joaquim Venâncio;

- Capitaine  - Matos Diniz;

Le 15 mai 1911, le Vitória Futebol Clube dispute le premier match de son histoire devant son public et le perd 7-0 face au "Grupo Nacional". En juin 1912 ils affrontent le "Lisboa Futebol Clube" et gagnent le match sur le score de 1-0 avec leur nouveau maillot vert et blanc, héritées du club Setubalense Sporting Clube.
En septembre 1913, ils innogurent leur premier stade, "Campo Dos Arcos" (démoli en 1971) face au SL Benfica.
À l'issue de la saison 2009-2010, le club compte à son actif 62 saisons en Liga Sagres (1re division). Il a obtenu son meilleur résultat lors de la saison 1971-1972, où il s'est classé 2e du championnat (vice-champion).
Dernières années dans le championnat principal du Portugal (2008-actuellement)
Les dernières années du VFC ont été compliquées. La plupart du temps, ils luttaient pour le maintien dans le championnat portugais avec comme meilleur classement une septième place en 2013-14. 
Au terme de la saison 2019-20, ils sont relégués en  troisième division en raison de difficultés financières qui ne leur ont pas permis de payer leur inscription dans les deux principaux championnats du pays. C'est donc Portimonense, pourtant en position de relégation qui se maintient à leur place en Première division. 
À l’issue de la saison 2020/21, le club échoue en barrages pour accéder en 2e division portugaise.

## Palmarès
- Championnat du Portugal (0)
  - Vice-champion : 1972

- Coupe du Portugal (3)
  - Vainqueur : 1965, 1967, 2005
  - Finaliste : 1943, 1954, 1962, 1966, 1968, 1973, 2006

- Coupe de la Ligue portugaise (1)
  - Vainqueur : 2008
  - Finaliste : 2018

- Ligue Nationale du Portugal (0)
  - Finaliste : 1927

- Supercoupe du Portugal (0)
  - Finaliste : 2005, 2006

- Championnat du Portugal D2 (0)
  - Vice-champion : 1996, 2004

- Coupe Ribeiro dos Reis (3)
  - Vainqueur : 1963, 1969 et 1970

- Coupe de l'UEFA (0)
  - Quarts de finale : 1969, 1971, 1973, 1974

- Tournoi Costa Azul de Setúbal (1)
  - Vainqueur : 1988
  - Finaliste : 1989

- Trophée Teresa-Herrera (1)
  - Vainqueur : 1968[3]

- Petite coupe du monde des clubs (1)
  - Vainqueur en 1970[4]

- Coupe Iberica (1)
  - Vainqueur en 2005

- Trophée Costa Verde (1)
  - Vainqueur : 1966[5]

- Trophée Ibérique (2)
  - Vainqueur : 1968, 1974[6]

- Trophée Ville de Zamora (1)
  - Vainqueur : 1981[7]

## Personnalités du club

### Joueurs
- Joaquim Arcanjo
- Artur Camolas
- Artur Vaz
- Bruno Gama
- Octávio Cambalacho
- Carlitos
- Carlos Cardoso
- Carriço
- Diamantino
- Dinis Vital
- Hélio Sousa
- Edinho
- Pedro de Figueiredo
- Félix Guerreiro
- Félix Mourinho
- Ricardo Chaves
- Francisco Rebelo
- Hugo
- Jacinto João
- Joaquim Conceição
- José Fonte
- José Maria
- José Mendes
- Nandinho
- Rui Jordão
- José Torres
- Marco Ferreira
- Octávio Machado
- Paulo Ferreira
- Pedras
- Ricardo Carvalho
- Fernando Tomé
- Silvestre Varela
- Vítor Baptista
- Nabil Ghilas
- Veli Kasumov
- Stoycho Mladenov
- Tomislav Ivković
- Branko Miljuš
- Siramana Dembélé
- Aly Cissokho
- Nikola Milojević
- Vlada Stošić
- Toñito
- Przemysław Kaźmierczak
- Paweł Kieszek
- Joaquim Conceição
- Oumar Tchomogo
- Emile Mbamba
- Albert Meyong Ze
- Sandro
- Janício
- Aziz Doufikar
- Kwame Ayew
- Chiquinho Conde
- Kevin Amuneke
- Henry Makinwa
- Rashidi Yekini
- Modou Sougou
- Eric Tinkler
- Auri
- Jorginho
- Leo Lima
- Marcelo Moretto
- Bruno Moraes
- Cláudio Pitbull
- Aurtis Whitley
- Kim Byung-suk

### Entraîneurs
| - 1923-1929 : Arthur John - 1935-1936 : João dos Santos - 1938-1939 : Augusto Szabo - 1939-1942 : João dos Santos - 1942-1946 : Armando Martins - 1946-1950 : Armando Martins et Orlando Serrados Duarte - 1950-1951 : Pedro Arezo Aranburu - 1951-1952 : Eduardo Augusto Ferreira - 1952 : Fernando Vaz - 1952-1955 : János Biri - 1955-1956 : Rino Martini - 1956-1959 : Umberto Buchelli - 1959-1960 : Janos Tatrai - 1959-1960 : Severiano Correia - 1960 : Artur Vaz - 1960-1961 : Oscar Montez - 1960-1962 : János Biri - 1962 : Fernando Vaz - 1962 : Filpo Nunez - 1962-1963 : Francisco Reboredo - 1963-1964 : Polido - 1964-1969 : Fernando Vaz - 1969-1973 : José Maria Pedroto - 1974-1975 : José Augusto - 1975 : José Torres | - 1975-1976 : Mário Lino - 1976-1978 : Fernando Vaz - 1978 : Carlos Cardoso - 1978 1979 : Rui Silva - 1979-1980 : Jimmy Hagan - 1980-1981 : Rodrigues Dias - 1981-1982 : Peres Bandeira - 1982-1985 : Manuel de Oliveira - 1985-1986 : Fernando Tomé - 1986-1988 : Malcolm Allison - 1988-1990 : Manuel Fernandes - 1990 : Conhé - 1990 : José Romão - 1991 : Quinito - 1991 : Neca - 1991-1994 : Raul Águas - 1994 : Diamantino Miranda - 1994-1995 : Abel Braga - 1995 : Félix Mourinho - 1995-1996 : Quinito - 1996 : Mário Reis - 1996 : Félix Mourinho - 1996-1997 : Manuel Fernandes - 1997-1998 : J.A. Barrios - 1998-1999 : Carlos Cardoso | - 1999-2000 : Rui Águas - 2000-2002 : Jorge Jesus - 2002 : Luís Campos - 2002-2003 : Diamantino Miranda - 2003 : Carlos Cardoso - 2003-2004 : Carlos Carvalhal - 2004-jan 2005 : José Couceiro - jan 2005-mai 2005 : José Rachão - juin 2005-déc 2005 : Luís Norton de Matos - 2005-2006 : Hélio Sousa - sep 2006-déc 2006 : Toni - déc 2006-mai 2007 : Carlos Cardoso (intérim) - 2007-2008 : Carlos Carvalhal - 2008-jan 2009 : Daúto Faquirá - jan 2009-juin 2009 : Carlos Cardoso (intérim) - juin 2009-sep 2009 : Carlos Azenha - sep 2009-nov 2009 : Quim (intérim) - nov 2009-fév 2011 : Manuel Fernandes - fév 2011-2012 : Bruno Ribeiro - 2012-2013 : José Mota - 2013-2014 : José Couceiro - 2014 : Gonçalo Rodrigues - Depuis mai 2014 : Domingos Paciência |